# Galtjärnarna
Galtjärnarna är en sjö i Hällefors kommun i Västmanland och ingår i Göta älvs huvudavrinningsområde. Galtjärnarna ligger i Murstensdalen Natura 2000-område.